# Out-of-Box-Experience
Die Out-of-Box-Experience – aus dem Englischen frei übertragen etwa so viel bedeutend wie „Produkterfahrung aus der Kiste heraus“ oder „Produkterfahrung, vom Originalzustand aus loslegend“ –, abgekürzt OOBE, bezeichnet das Erlebnis, das ein Endbenutzer hat, wenn er ein Produkt aus der Verpackung herausnimmt und sich auf die erste Verwendung vorbereitet, im Gegensatz zum Point-of-Sale-Erlebnis oder dem Interaktionserlebnis eines erfahrenen Benutzers. Im Deutschen wird man das Ganze wahrscheinlich am ehesten „Produktbezogene Kunden-Ersterfahrung aus der Verpackung heraus“ nennen. Im Computing kann dies die Erstkonfiguration einer Hardware-nahen Systemsoftware, eines Treibers oder einer Anwendungssoftware auf einem Computer beinhalten. Die Out-of-Box-Experience ist in der Regel der erste Eindruck, den ein Produkt hinterlässt, z. B. die Leichtigkeit, mit der ein Käufer das Produkt benutzen kann. Für Hardwareprodukte kann eine positive OOBE oftmals mit guten Leistungsdaten sowie einer guten Dokumentation in Form von logisch schlüssigen, leicht zu befolgenden Anweisungen und einer guten Fertigungsqualität erzielt werden.
Firmen wie IBM oder Microsoft verwenden diesen Begriff etwa, um sich auf die Benutzererfahrung zu beziehen, die sich nach der Softwareinstallation und unmittelbar nach dem ersten Start eines Softwareprodukts beim Kunden einstellt.

## Out-of-Box-Failure
Eine Out-of-Box-Failure (OBF oder OOBF) bezieht sich auf wahrgenommene Fehlfunktionen eines Produkts, die bei der ersten Verwendung unmittelbar auftreten können.  In Bezug auf die Datenverarbeitung kann sich eine Out-of-Box-Failure auf den „Fehlermodus“ beziehen, der in Gang gesetzt werden kann, wenn in einer Installationsphase eine Erstkonfiguration an einer Computersoftware durchgeführt wird und dabei Probleme auftreten. (Wenn beispielsweise die Erstkonfiguration zu komplex ist und der Nutzer nach Einstellungsparametern gefragt wird, mit denen er nicht vertraut ist, diese möglicherweise spärlich dokumentiert sind, der Nutzer die Einstellungsparameter dann zu erraten versucht, oder, ohne es zu wollen, ungültige Parameter eingibt, so kann dies zu Problemen führen. Nicht selten sind schlecht programmierte oder inkompatible Treiber die Ursache für Out-of-Box-Failure-Erfahrungen. Jene können Systemabstürze von Betriebssystemen verursachen.) Zu den Ursachen für Out-of-Box-Failure gehören eine schlechte Qualitätssicherung, eine falsche Konfiguration des Produkts und Fehler / Störungen, sofern die Fehler Software-verursacht sind. Dies kann sich negativ auf den Wert der Marke, des Einzelhändlers oder des Erstausrüsters auswirken, insbesondere wenn die Kundenerwartungen an das Produkt hoch sind.